# Stanisław Janowski

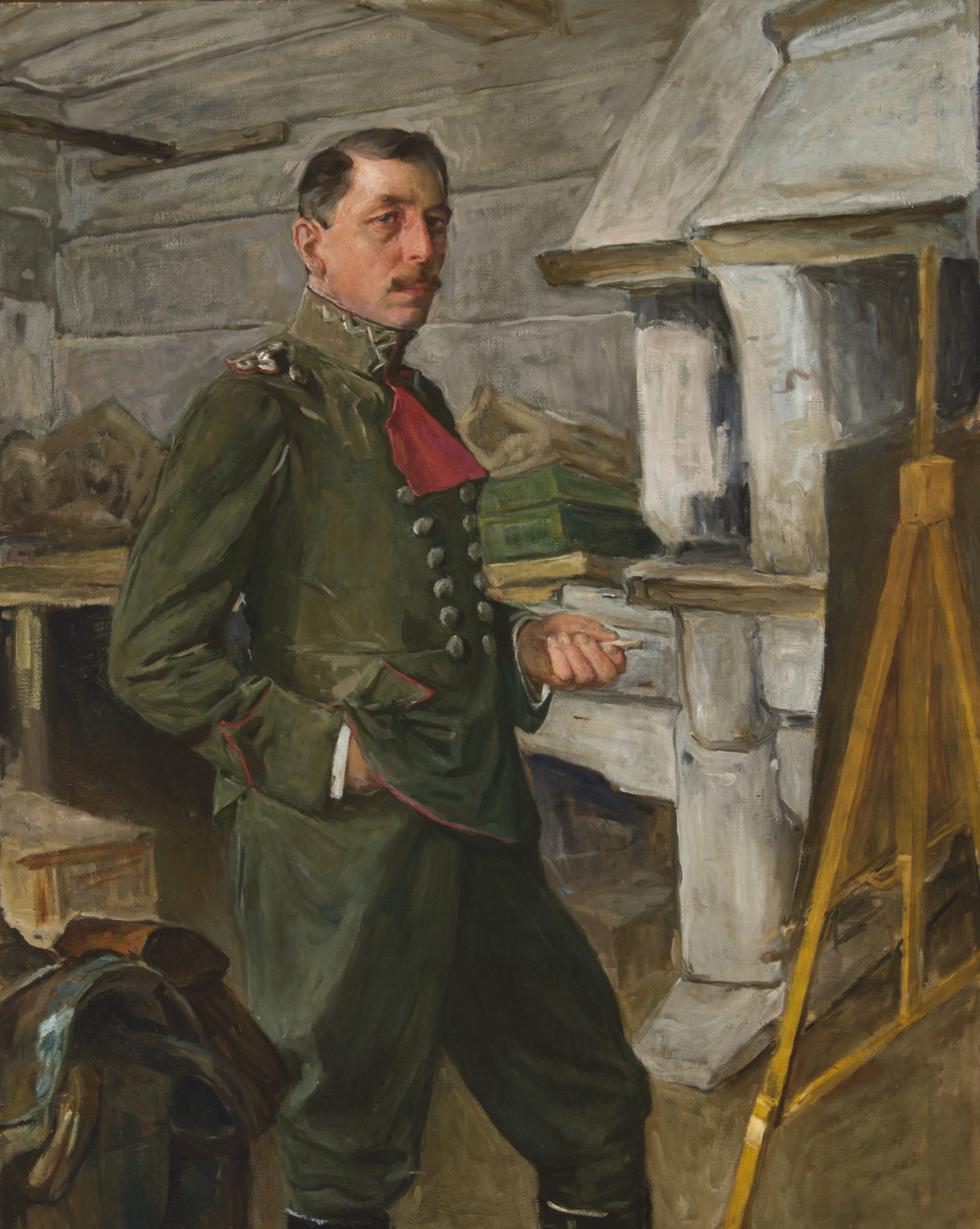
Autoportret w okopach (1918)

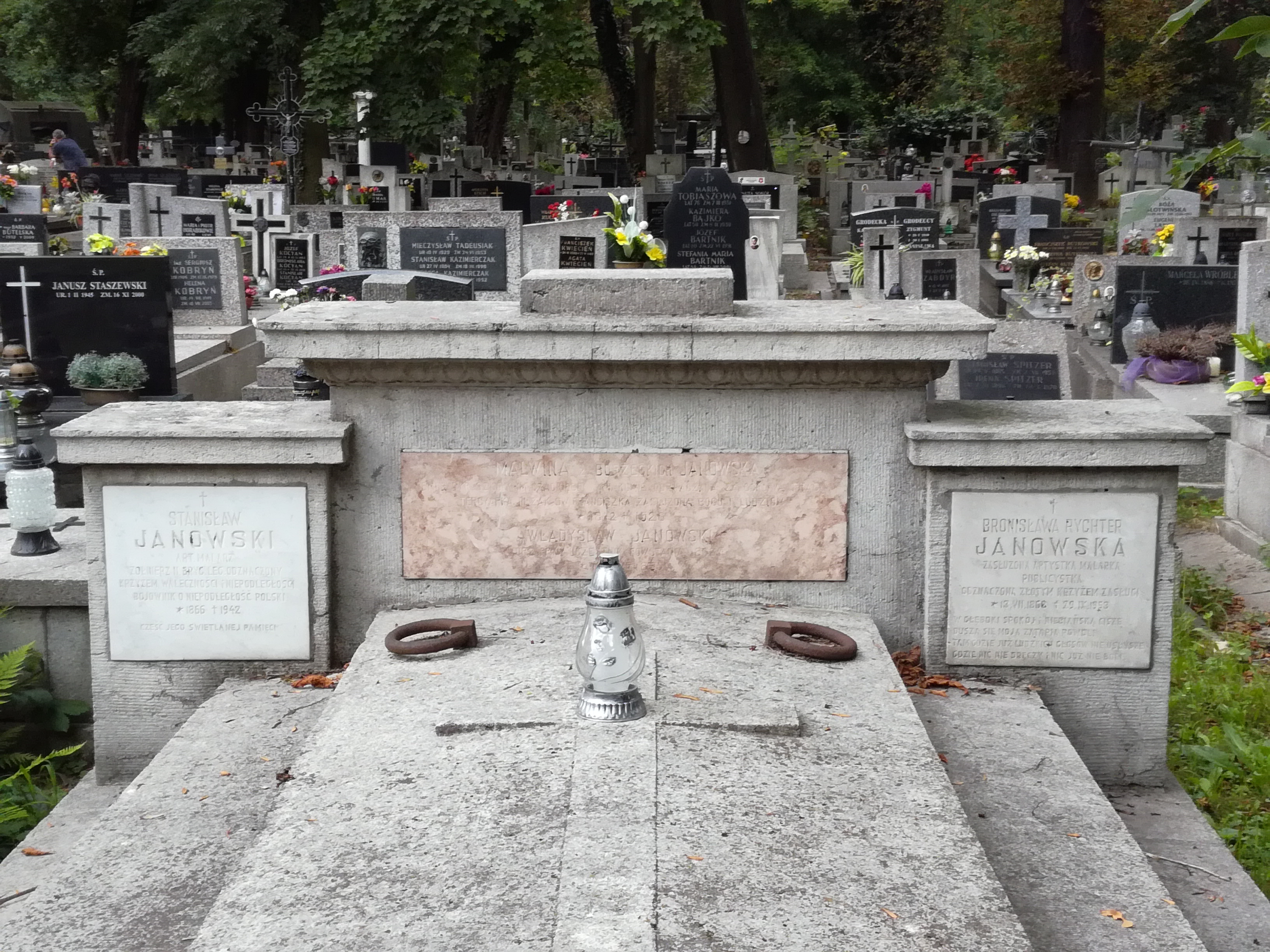
Grób Bronisławy Rychter-Janowskiej i Stanisława Janowskiego na cmentarzu Rakowickim w Krakowie

Stanisław Janowski herbu Ślepowron (ur. 9 października 1866 w Soli, zm. 23 lutego 1942 Krakowie) – polski działacz niepodległościowy, malarz, ilustrator i scenograf. Wykładowca w szkole dramatycznej w Krakowie, reżyser i dekorator teatralny. Żołnierz II Brygady Legionów, drugi mąż Gabrieli Zapolskiej i brat malarki Bronisławy Rychter-Janowskiej.

## Życiorys
Urodził się 9 października 1866 w Soli, w ówczesnym powiecie żywieckim Królestwa Galicji i Lodomerii, w rodzinie Władysława, powstańca styczniowego, i Malwiny z Borzęckich. Studiował w Krakowie w Szkole Sztuk Pięknych, następnie w Akademii Sztuk Pięknych w Monachium.
Był uznanym malarzem portretów, pejzaży, scen batalistycznych i rodzajowych. Zajmował się również ilustrowaniem książek i czasopism. Zilustrował m.in. dramat Gabrieli Zapolskiej Tamten. Dwa lata później (9 listopada 1901) poślubił pisarkę. Od tego czasu Stanisław Janowski związał się z teatrem, występował na scenie, tworzył scenografię, wykładał choreografię. Od 1902 pomagał Zapolskiej prowadzić szkołę dramatyczną w Krakowie, gdzie wykładał kostiumologię, a następnie kierował stroną plastyczną założonej w 1903 przez żonę Sceny Niezależnej. Od 1907 kierował zespołem teatralnym założonym wspólnie z żoną. Była to grupa objazdowa nosząca nazwę: Teatr Gabrieli Zapolskiej pod artystycznym kierownictwem Stanisława Janowskiego. Związek rozpadł się w 1910 po czwartym sezonie objazdowym, a artysta skupił się na twórczości malarskiej.
Należał do Towarzystwa Sportowego Sokół. 14 września 1914 w Nowym Sączu zgłosił się do Legionów Polskich. Został przydzielony do Oddziału Technicznego Departamentu Wojskowego Naczelnego Komitetu Narodowego. Następnie był żołnierzem 3 Pułku Piechoty oraz 2 Pułku Ułanów. Do rezerwy przeszedł w stopniu chorążego. Po odzyskaniu przez Polskę niepodległości powrócił do malarstwa.
Współautor panoram, m.in. monumentalnej, nieistniejącej już Panoramy Tatr (1896). Razem z Zygmuntem Rozwadowskim namalował również panoramę Lwowa, przedstawiającą miasto z drugiej połowy XVIII w. Dzieło o wymiarach 320 × 880 cm powstało w 1929 z przeznaczeniem na Powszechną Wystawę Krajową.
Artystę pochowano w grobowcu rodzinnym na cmentarzu Rakowickim w Krakowie, kw. VI, rząd wschodni.

## Ordery i odznaczenia
- Krzyż Niepodległości – 4 lutego 1932 „za pracę w dziele odzyskania niepodległości”[3]
- Krzyż Walecznych[2]
- Złoty Krzyż Zasługi[2]